# Alon Reininger
Alon Reininger (Tel Aviv, 1947) è un fotografo israeliano naturalizzato statunitense, vincitore del World Press Photo of the Year 1986. Attualmente vive e lavora a Los Angeles.
Reininger inizia la sua carriera di fotografo professionista nel 1973, occupandosi di un servizio sulla guerra del Kippur per la United Press International. Negli anni ottanta diventa celebre per il suo lavoro sull'AIDS, iniziato nel 1981 malattia che all'epoca era largamente sconosciuta.
Nel corso della sua carriera, Alon Reininger ha ricevuto numerosi riconoscimenti come il riconoscimento All for Health da parte dell'Organizzazione mondiale della sanità nel 1987, ed il Kodak Crystal Eagle Award nel 1990 ed il World Press Photo of the Year nel 1986.